# Dahlewitz
Dahlewitz ist ein 2461 Einwohner zählender Ortsteil der amtsfreien Gemeinde Blankenfelde-Mahlow im Landkreis Teltow-Fläming (Brandenburg).
Dahlewitz war bis zum 25. Oktober 2003 eine selbständige Gemeinde.

## Lage
Dahlewitz liegt ca. sechs Kilometer südlich der Stadtgrenze von Berlin und ca. vier Kilometer südwestlich des Flughafens Berlin Brandenburg.

## Geschichte und Etymologie

### 14. bis 17. Jahrhundert

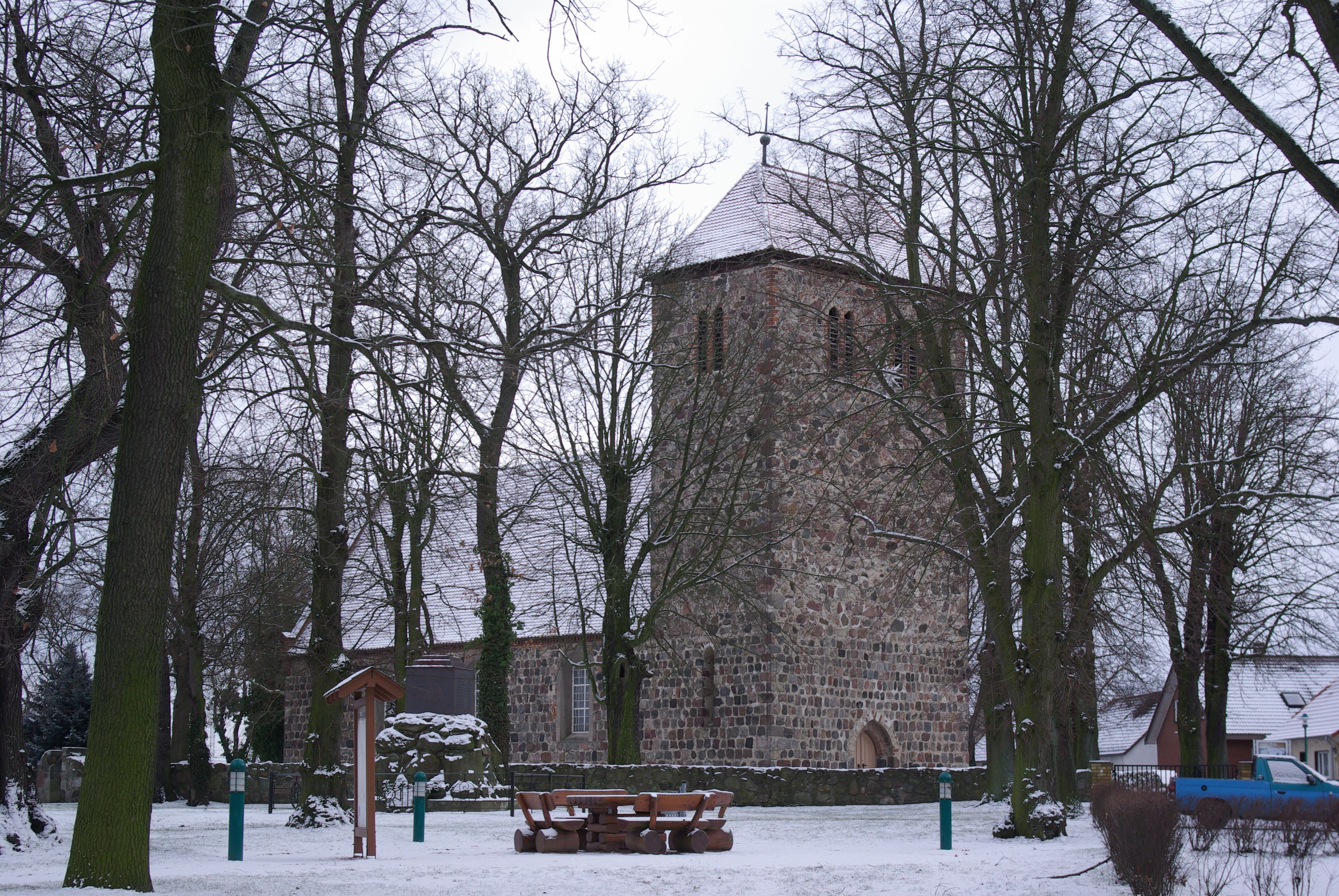
Die mittelalterliche Dorfkirche in Dahlewitz

Der Name Dahlewitz wird vom slawischen Dolovica oder Dolovec, Ansiedlung im Tal abgeleitet (Schlimpert, 1972). Am 24. Februar 1305 übereignete Markgraf Hermann und sein Vasall, der Ritter Busso Gruelhut, das Patronatsrecht über die Kirche in villa Dolwiz dem Benediktinerinnenkloster Spandau. 1318 verkaufte Markgraf Waldemar 8 Hufen in Dolewicz an Walter von Havelland, von dem sie dann in den Besitz der Berliner Marienkirche übergingen (s. u.). 1340 war Dahlewitz Tochterkirche von Groß Kienitz.
Nach dem Landbuch Karls IV. von 1375 hatte das Angerdorf Dolewitz (andere Schreibweisen waren Dolewytz und Dolewiz) 50 Hufen, davon 4 Pfarrhufen, von denen aber nur 2 Freihufen waren. Cuno Wederingen hatte 6 Freihufen und musste dafür dem Markgrafen Vasallendienste leisten. Der Schulze hatte ebenfalls 6 Freihufen, er hatte dafür aber das Lehnspferd für Cuno Wederingen zu halten. Herr Johannes Albi, Geistlicher in der Marienkirche in Berlin hatte für den Altar, dem er vorstand, 8 Freihufen „mit allen Rechten“ („habet … 8 mansos liberos cum omni iure, …“), aber nicht den Wagendiensten. Aber Nicolaus Sunde und Jacob Sunde durften den Zins der 8 Hufen des Johannes Albi kassieren. Einem Altar in der Nikolaikirche in Berlin gehörten 5 Freihufen. Jede zinspflichtige Hufe musste 8 Scheffel Roggen und 8 Scheffel Hafer an Pacht und 2 Schillinge an Zins geben sowie 5 Schillinge Bede (Steuer), die an die Burg Wusterhausen gingen. Dem Nicolaus Sunde, Bürger in Berlin, standen die Pacht und der Zins von 12 Hufen zu, von denen 6 Hufen ein Lehen der Schenken von Teupitz(?) („der Pincera“), und 6 Hufen ein Lehen derer von Luckenwalde waren. Jacob Sune von Teupitz hatte Pacht und Zins von 11 Hufen. Es gab 8 Kossätenhöfe, von denen aber nur einer besetzt war. Dieser gab der Bauernschaft 1 Schilling. Der Krug musste dem Schulzen an Abgaben 15 Schillinge und ein halbes Talent Pfeffer liefern. Der Markgraf hatte die hohe und niedere Gerichtsbarkeit, die Bede und die Wagendienste. Jede Hufe musste einen halben Scheffel Roggen, einen halben Scheffel Gerste und einen halben Scheffel Hafer an jährlicher Bede zur Burg Wusterhausen liefern. Die Mühle endlich musste 10 Schillinge an die markgräfliche Burg in Wusterhausen geben.
Anfang des 15. Jahrhunderts war das Dorf Dalewicz als Lehen an den Konrad von Schlieben gekommen, dann noch vor 1428 an die von Wilmersdorf. Sie wurden auch mit der wüsten Feldmark zweier Neyendorff belehnt, die vermutlich in der Feldmark Dahlewitz aufgingen. 1450 waren noch einige Abgaben im Besitz des Markgrafen, der sie in diesem Jahr seinem Küchenmeister Ullrich Zeuschel verpfändete. Von den 50 Hufen besaß der Pfarrer vier Hufen. In diesem Jahr erschien erstmals die Bezeichnung Dalewitz. 1450 und 1480 sind die von Willmersdorf Besitzer des Dorfes und eines inzwischen auf 10 Hufen angewachsenen Rittergutes. Das Patronat stand in den Jahren 1527/29 immer noch dem Kloster in Spandau zu. Nach der Reformation und der Auflösung des Klosters kam das Patronatsrecht im Jahr 1522 an die Familie von Otterstedt, die im 16. Jahrhundert auch das Dorf bis 1785 als Lehnsbesitz hatte. 1624 gab es 10 Hüfner, drei Kötter, einen Schäfer, einen Laufschmied sowie einen Hirten. Im Dreißigjährigen Krieg konnten die von Otterstedts durch den Ankauf bäuerlicher Hufen ihren Besitz vergrößern; das Rittergut war 1652 bereits auf 12 Hufen angewachsen und sollte bis 1801 auf 30 Hufen steigen. Dennoch wurde auch Dahlewitz von den Kriegshandlungen schwer in Mitleidenschaft gezogen und so lebten 1652 nur noch ein Bauer und drei Kötter im Ort. In die Herrschaft derer von Otterstedts fiel auch der Bau des Gutshauses. Der genaue Bauzeitraum ist nicht bekannt, jedoch befindet sich in der Dorfkirche ein Stein mit einer Inschrift, die das Gutshaus und das Jahr 1689 erwähnt. In diesem Jahr wurde demnach vermutlich der Baubeginn, die Fertigstellung oder eine andere wichtige Bauphase niedergeschrieben. Eine weitere urkundliche Erwähnung des Rittersitzes verweist auf das Jahr 1686. Dort sind auch eine Windmühle sowie ein Weinberg erwähnt. Um 1724 gehörte das Gut dem Hans Jürgen von Otterstedt, es dem Landrat des Kreises Teltow, verheiratet mit Maria Rosina von Hacke. Standesgemäß gingen die Söhne Joachim Ludwig und Johann Adam von Otterstedt auf die Ritterakademie am Dom zu Brandenburg, wurde. Bauherrin des Gebäudes war Elisabeth von Graevenitz, die Ehefrau Joachim von Otterstedt. Es ist auch denkbar, dass es sich dabei um einen Vorgängerbau gehandelt hat.

### 18. bis 19. Jahrhundert

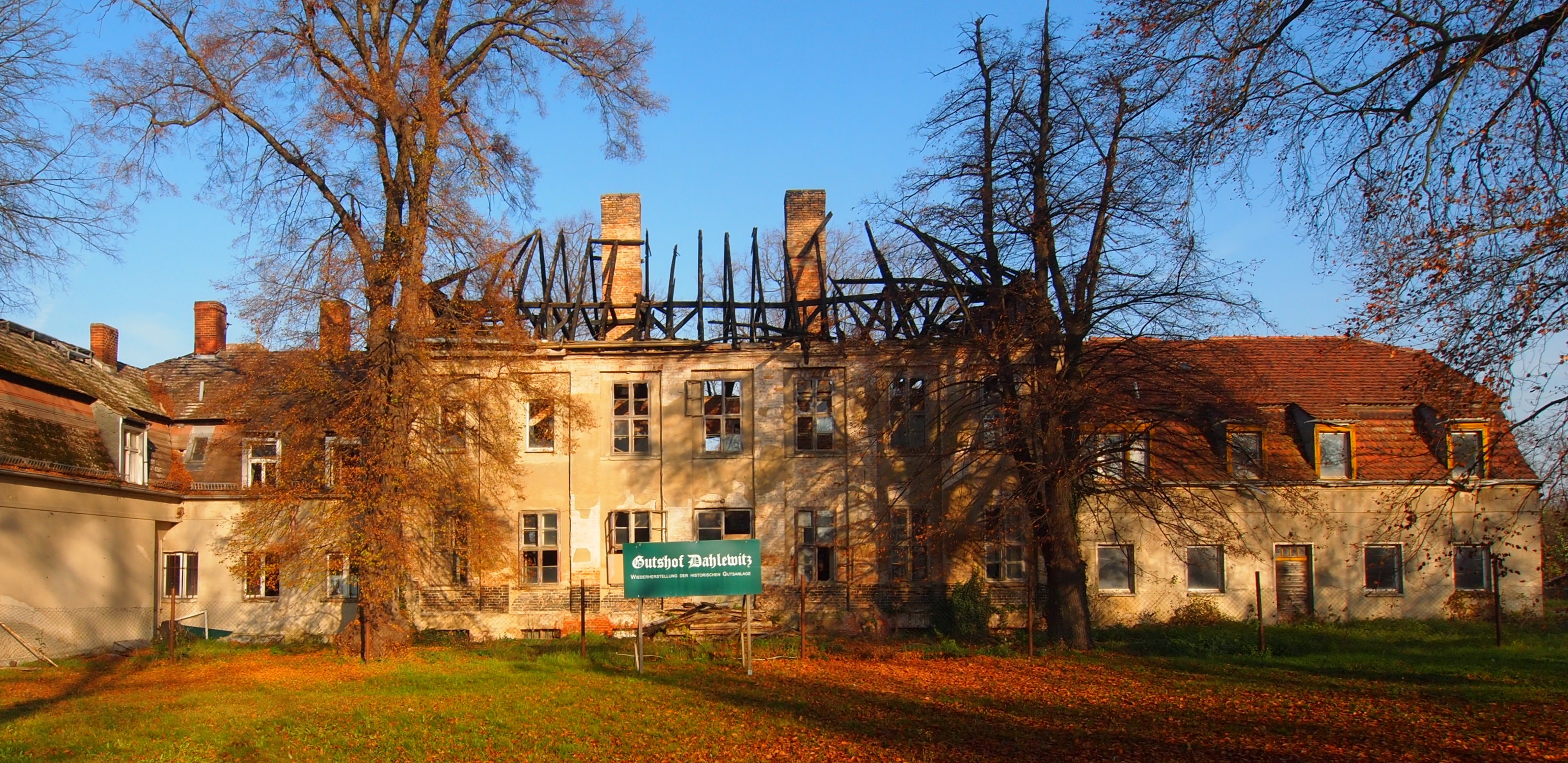
Gutshof Dahlewitz

1771 gab es im Ort 12 Giebel (=Wohnhäuser), einen Schmied, einen Hirten, einen Schäfer, einen Jungen sowie einen Knecht. Sie bewirtschafteten 28 Hufen und mussten je 8 Groschen Abgaben leisten. 1773 erschien eine private Windmühle. Zum Ende des 18. Jahrhunderts kam Ernst Joachim von Otterstedt in finanzielle Nöte und musste das Gut 1785 für 33.000 Taler an Carl Magnus von Zülow auf Clemzig verkaufen. Unter seiner Leitung entstanden im Gut eine Brauerei, eine Stärkefabrik sowie eine Ziegelei. Von 1793 bis nach 1817 übernahm die Witwe Öhlgardt, geborene von Zülow zu Clemzig das Gut. 1801 gab es vier Ganzbauern, fünf Halbbauern, zwei Ganzkötter, sechs Einlieger, eine Schmiede, einen Krug sowie eine Windmühle. Der Förster verfügte über 150 Morgen Holz. Außerdem gab es 26 Feuerstellen (=Haushalte). 1835 entstand ein Gasthaus, der Lindenhof. 1838 erhielt der Ort den Anschluss an die Provinzial-Chaussee Berlin-Cottbus, die ehemalige Bundesstraße 96. 1840 entstand im Ort in der Dorfstraße 10 ein neues Schulgebäude. Um Torf transportieren zu können, ließ von Zülow die Notteniederung durch den nach ihm benannten Zülowgraben entwässern, der 1856/1857 zum Zülowkanal ausgebaut wurde. Carl Magnus konnte zwar den Wert des Gutes erheblich steigern, dennoch gingen seine Erben später Konkurs und es folgten wechselnde Besitzer. 1810 war das Gut sogar der Hauptgewinn einer Güterlotterie und ging in Folge in bürgerlichen Besitz über. Ab 1830 ist ein Jurist namens Samson, ab 1850 der Berliner Großkaufmann Alois Gilka als Eigentümer überliefert. Ihm folge 1856 der Amtmann Engelhardt. Zu dieser Zeit gab es im Dorf acht Hofeigentümer mit 16 Knechten und Mägden. Hinzu kamen sechs nebengewerbliche Landwirte mit zwei Knechten und Mägden. Weiter gab es vier Arbeiter, zwei Personen Gesinde und 14 Besitzungen. Acht von ihnen bewirtschafteten eine Fläche von 30 bis 300 Morgen (insgesamt 713 Morgen), eine war 16 Morgen groß sowie fünf weitere Besitzungen mit einer Fläche von unter 15 Morgen, die zusammen 13 Morgen groß war. Im Ort arbeiteten ein Fleischermeister, ein Schneidermeister, ein Stellmachermeister sowie ein Lehrling. Es gab einen Kaufmann, einen Krug sowie acht Arme. Im 2945 Morgen großen Rittergut arbeiteten 15 Knechte und Mägde sowie 49 Tagelöhner, vier Bediente. 1860 gab es 27 Wirtschaftsgebäude, darunter eine Getreidemühle, sowie 15 Wohn- und zwei öffentliche Gebäude im Dorf. Sie bewirtschafteten 864 Morgen. Davon entfielen 425 Morgen auf Ackerfläche, es gab 208 Morgen Weide und Torf, 106 Morgen Wald, 76 Morgen Wiese sowie 22 Morgen Gehöfte. Hinzu kamen 24 Wirtschaftsgebäude einschließlich einer Brennerei sowie 10 Wohnhäuser im Rittergut. Es bestand aus 2954 Morgen, davon 1825 Morgen Acker, 850 Morgen Wald, 216 Morgen Wiese, 23 Morgen Weide sowie 31 Morgen Gartenland und neun Morgen Gehöfte. Kurz darauf wechselte erneut der Besitzer; aus der Zeit von 1865 bis 1870 ist ein Herr von Unruh bekannt, 1879 der Kabinettsrat Eduard Friedländer. Über weitere Besitzer gelangte Dahlewitz im Jahr 1896 von Eduard Friedländer für 650.000 Mark an den Berliner Architekten und Geheimen Baurat Wilhelm Böckmann. Er baute Dahlewitz zu einem Mustergut mit einer Gutsbahn aus. Diese besaß einen elektrischen Antrieb und transportierte landwirtschaftliche Erzeugnisse zur Bahnstrecke Berlin–Dresden. Außerdem ließ er 1897 einen großen Wasserturm mit einem Fassungsvermögen von rund 20.000 Litern errichten, mit dem die Nutzflächen und Parks versorgt wurden. Durch die enorme Größe wurde das Bauwerk zu einer Landmarke, die schließlich in das Wappen der Gemeinde aufgenommen wurde. Böckmann ließ weiterhin einen Speicher, eine Brennerei sowie eine Stellmacherei errichten. Im Zusammenspiel mit einem Schweizerhaus entstand ein Vierseithof; das Gutshaus wurde umgebaut.

### 20. Jahrhundert

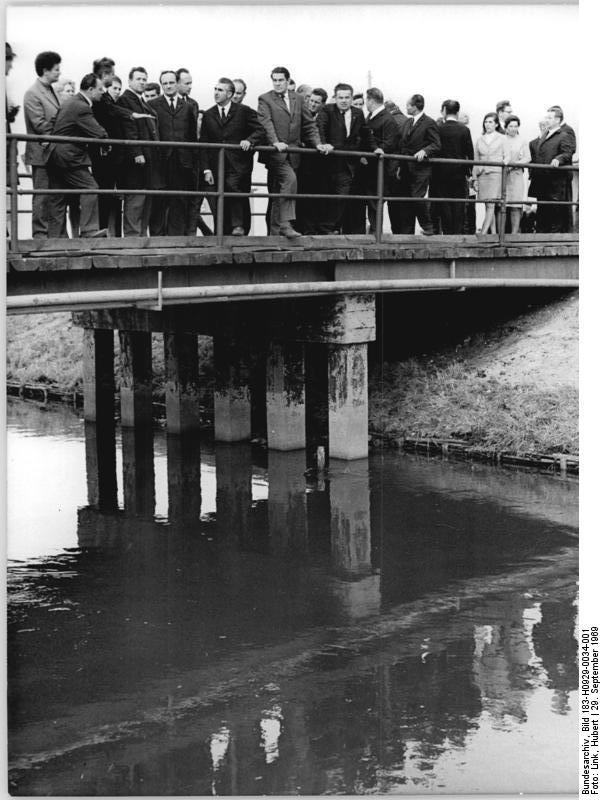
Georg Ewald bei Übergabe des Meliorationsvorhabens „Großbeerener Graben“ 1969

1900 war das Dorf 231 Hektar, das Rittergut 775 Hektar groß; es gab 33 Häuser im Dorf sowie 10 Häuser im Rittergut. 1902 starb Böckmann und sein Sohn, Carl Böckmann, verkaufte in den 1920er Jahren rund 100 Hektar als Bauland. 1907/1908 entstand in der Bahnhofstraße ein neues Schulgebäude. 1921 gründete sich ein Sportverein, 1924 die Freiwillige Feuerwehr. Von 1921 bis 1933 lebte der Architekt Bruno Taut im Ort. Er ließ in der Wiesenstraße ein Wohnhaus errichten, das im 21. Jahrhundert unter Denkmalschutz steht. 1928 wurde auch in Dahlewitz das Gut aufgelöst und in das Dorf eingemeindet. Zusammen war die Gemarkung im Jahr 1931 insgesamt 1010 Hektar groß; es gab 97 Wohnhäuser. 1939 existierte ein land- und forstwirtschaftlicher Betrieb mit mehr als 100 Hektar. Vier Betriebe bewirtschafteten 20 bis 100 Hektar, drei weitere 10 bis 20 Hektar. Weiteren neun Betrieben standen 0,5 bis 5 Hektar zur Verfügung. 1940 erhielt Dahlewitz einen Anschluss an die S-Bahn nach Rangsdorf.
Im Zweiten Weltkrieg zerstörten Bomben im Jahr 1943 die parallel zum Gutshaus liegenden Querbauten sowie weitere Gebäude. Das Gut kam von 1945 bis 1946 in sowjetische Verwaltung, anschließend wurden 634 Hektar im Zuge der Bodenreform enteignet und an Neubauern, Landarbeiter und landarme Bauern verteilt. Am 18. Mai 1952 konnte ein zweites Gleis zwischen Rangsdorf und Blankenfelde in Betrieb genommen werden. Dadurch verbesserte sich die Verkehrsanbindung nochmals, da nun ein durchgehender Verkehr zwischen Rangsdorf und Velten möglich war. Im Zuge der Kreisreform kam Dahlewitz am 13. Juli 1952 zum Kreis Zossen im Bezirk Potsdam. Der Gutspark wurde der Öffentlichkeit übergeben, fiel aber 1956 bereits nach einer ausbleibenden Pflege an die Forstwirtschaft. In der Zeit der DDR entstand auf dem Gutshof eine Maschinen-Ausleihstation (MAS), während ein Teil der Stallungen als Werkstatt und Garage genutzt wurde. Die MAS wurde 1952 in eine Maschinen-Traktoren-Station umgewandelt. Sie kümmerte sich nach der Gründung einer LPG des Typs I im Jahr 1958 um die Reparatur der landwirtschaftlichen Maschinen. Die LPG umfasste zunächst neun Mitglieder, die gemeinsam 63 Hektar landwirtschaftliche Nutzfläche bewirtschafteten. Die MTS wurde in den 1961 mit einer weiteren LPG vereinigt und in einen Kreisbetrieb für Landtechnik umgewandelt. Die so entstandene Genossenschaft bewirtschaftete mit 86 Mitgliedern insgesamt 556 Hektar Fläche. Nach dem Bau der Berliner Mauer musste der S-Bahn-Verkehr eingestellt werden. Am 26. Februar 1962 konnte eine neue Verbindung nach Schönefeld in Betrieb genommen werden, die ab 26. Mai 1963 eine durchgehende Verbindung bis nach Wünsdorf ermöglichte. Die LPG ging 1967 in eine vollgenossenschaftliche Tier- und Pflanzenproduktion über. 1974(1973?) eröffnete mit dem VEB Backwarenkombinat eine Großbäckerei im Ort. Im gleichen Jahr wurde die LPG mit der LPG in Groß Kienitz und LPG Groß Kienitz-Dahlewitz mit Sitz in Dahlewitz zusammengeschlossen. 1985 eröffnete die Polytechnische Oberschule in der Bahnhofstraße. Sie wurde nach Hans Marchwitza, einem deutschen Arbeiterdichter, Schriftsteller und Kommunisten, benannt. Nur ein Jahr später eröffnete in der Schule eine Sternwarte. Im gleichen Jahr eröffnete nach einer umfassenden Sanierung das Gasthaus; 1988 eine Verkaufsstelle der BHG am Bahnhof sowie ein Hotelkino im Gasthaus.
Nach der Wende geriet der Gutshof Anfang der 1990er Jahre an einen privaten Eigentümer. Die POS wurde 1991 zur Grund- und Gesamtschule umgewandelt. Im gleichen Jahr löste sich die LPG auf und wurde in eine Agrargenossenschaft überführt. Es entstand ein Gewerbegebiet, in dem 1993 die BMW Rolls-Royce GmbH als größter Investor ihren Betrieb aufnahm. 1994 wurde die Turmhaube des Wasserturms am Gutshaus saniert; für eine weitere Instandsetzung fehlten die finanziellen Mittel. 1995 eröffnete am Berliner Ring ein Hotel der Van der Valk-Gruppe. Im gleichen Jahr zog die Bibliothek in das BHG-Gebäude am Bahnhof um und das 1925 aufgestellte Kriegerdenkmal wurde saniert.
Ab 1997 setzte sich der Verein Historisches Dorf Dahlewitz für eine Sanierung des Gutsparks ein, die in den Jahren 2009/2010 mit Mittel aus Ausgleichsmaßnahmen für den Bau des Flughafens Berlin Brandenburg realisiert werden konnten. Teile des 1998 errichteten Landschaftsschutzgebiets Diedersdorfer Heide und Großbeerener Graben gehören zum Ortsteil. Im gleichen Jahr begannen umfangreiche Sanierungs- und Baumaßnahmen im Ort. Die Abwasserleitungen wurden erneuert, Straßen neu gepflastert, ein Feuerwehrhaus errichtet und die Kindertagesstätte umgebaut. Die Gemeinde errichtete 24 Wohneinheiten; der Dorfanger wurde neugestaltet und die Kirchhofmauer neu errichtet. Gleichzeitig entstand eine Sportanlage mit Flutlicht und Bewässerungsmöglichkeit. In den Räumen der ehemaligen Raiffeisenbank im BHG-Gebäude entstand ein Bürgerzentrum. Am 16. November 1998 gründete sich der Verein Schul- und Volkssternwarte Dahlewitz. Zum Ende des arbeitsreichen Jahres schloss jedoch auch am 31. Dezember 1998 der BHG-Laden.

### 21. Jahrhundert
2001 waren weitere 3,8 km des Straßennetzes erneuert. Das Industriegebiet war zu rund 80 % bebaut. Im gleichen Jahr kam es zu einem Brand am Gutshaus, das anschließend verfiel. Bis zur Kommunalwahl am 26. Oktober 2003 gehörte die Gemeinde Dahlewitz zum Amt Rangsdorf. Ab diesem Zeitpunkt wurde Dahlewitz ein Ortsteil der neu entstandenen Gemeinde Blankenfelde-Mahlow. Von 2002 bis 2004 gingen die Sanierungsarbeiten im Ort weiter. Die Trauerhalle auf dem Friedhof wurde instand gesetzt, Ein- und Umbauten an der Kirche saniert und das Dach neu eingedeckt und weitere Straßen an ein zentrales Abwassernetz angeschlossen; ein Bürgerhaus entstand, das am 24. Februar 2005 in Erinnerung an die Ersterwähnung des Ortes am 24. Februar 1305 eröffnet wurde. Die 700-Jahr-Feier fand am 11. und 12. Juni statt.
Im Jahr 2005 wurde in Dahlewitz die Elternpartei gegründet, die bei den Landtagswahlen in Sachsen-Anhalt 2006 mit 1,6 Prozent der Stimmen einen Achtungserfolg erzielte. Mit einem Neubau der Bundesstraße 96 zwischen Dahlewitz und Mahlow im Jahr 2006 konnte eine erhebliche Verringerung des Durchgangsverkehrs erreicht werden. 2007 schloss die Oberschule in Dahlewitz nach stark sinkenden Schülerzahlen. Ebenfalls wurde die Grundschule aufgelöst und als eigenständige Schule in Mahlow eröffnet. 2008 eröffnete das Technologie- und Forschungszentrum von Rolls-Royce. 2009 begannen die Bauarbeiten für eine neue Sporthalle, die 2010 der Öffentlichkeit übergeben werden konnte. Zur Beseitigung eines Bahnübergangs am Bahnhof Dahlewitz im Rahmen des Ausbaus der Bahnstrecke Berlin–Dresden wurde im Frühjahr 2014 das dortige Empfangsgebäude abgerissen.

## Bevölkerungsentwicklung
| Jahr      | 1734 | 1772 | 1801 | 1817 | 1840 | 1858                | 1895 | 1925 | 1939 | 1946 | 1964 | 1971 |
| Einwohner | 124  | 154  | 130  | 158  | 181  | Dorf: 105, Gut: 151 | 270  | 587  | 1628 | 1700 | 1939 | 1929 |

## Politik

### Wappen
Das Wappen wurde vom Heraldiker Frank Diemar gestaltet. Es zeigt in seiner Mitte den um 1900 erbauten Wasserturm des Gutes, der vermutlich vom damaligen Gutsbesitzer, dem Architekten Wilhelm Böckmann entworfen wurde.

## Sehenswürdigkeiten und Kultur

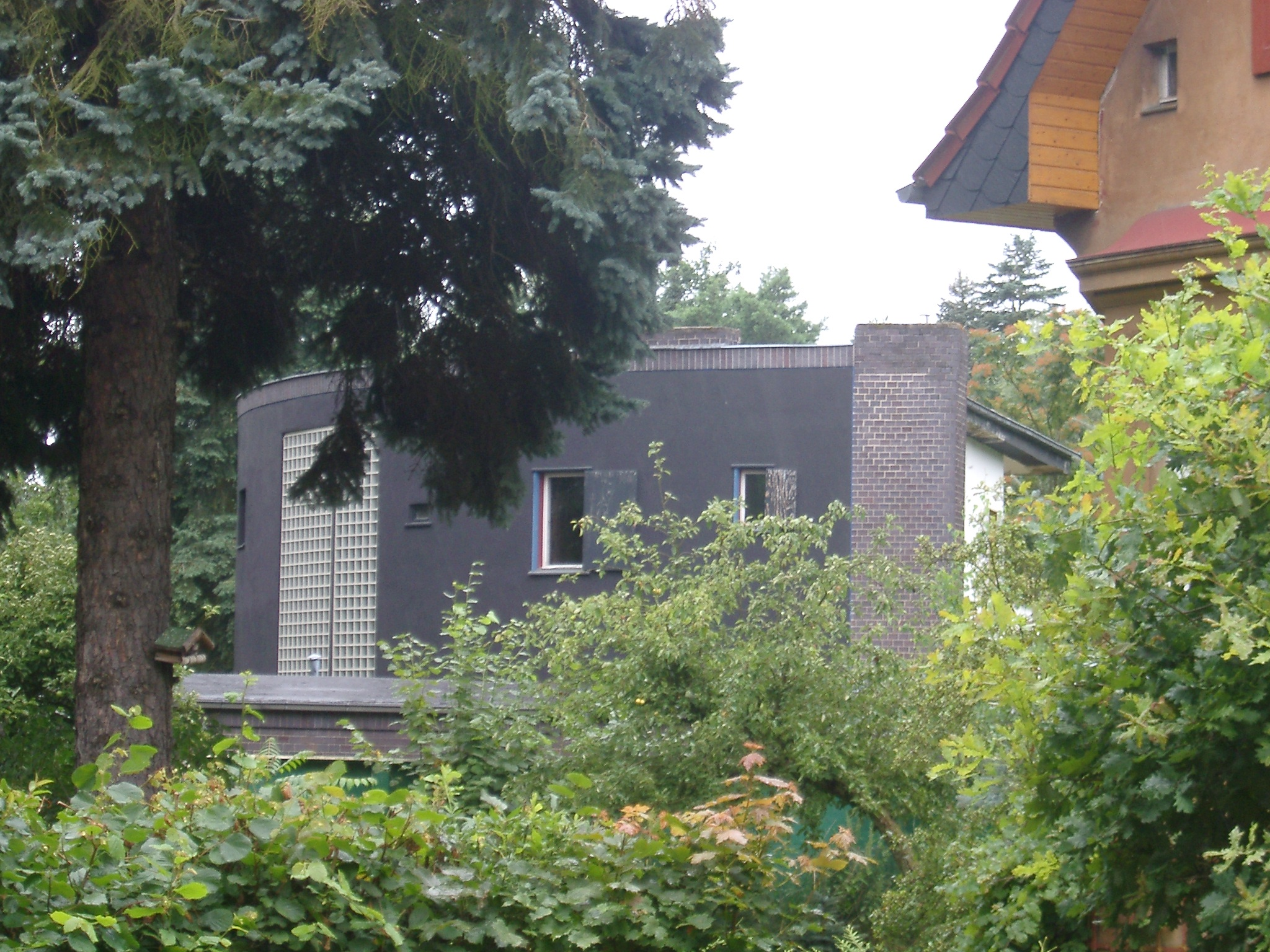
Wohnhaus von Bruno Taut

- Die rechteckige Feldsteinkirche mit Querwestturm und später angebauter Herrschaftsloge und Gruft an der Chorsüdseite steht auf dem Dorfanger. Mit großer Wahrscheinlichkeit stand das heutige Kirchengebäude (und nicht etwa ein Vorgängerbau) bereits um 1305, als die Kirche in Dahlewitz erstmals urkundlich erwähnt wurde. Der Baubeginn von Langhaus und Westturm (bis Traufhöhe) ist daher wohl noch in das ausgehende 13. Jahrhundert zu datieren. Vermutlich im 15. Jahrhundert wurde der Westturm in zwei Phasen bis zu seiner heutigen Höhe aufgemauert. In der zweiten Hälfte des 17. Jahrhunderts wurde an die Südseite eine Herrschaftsloge mit darunterliegender Gruft angebaut. 1861 wurde der Innenraum mit Altar, Gestühl, Kanzel und Taufstein renoviert. 1895 musste das Holzwerk des Turms erneuert werden. Der Turm hatte damals noch einen spitzen, ca. 8,60 m hohen Dachreiter auf dem abgewalmten Querdach. 1943/1944 wurde die Kirche bei Luftangriffen schwer beschädigt, das Dach wurde zerstört. Bis 1948 waren aber die schlimmsten Schäden wieder beseitigt. 1964 wurde der Altarraum neugestaltet, 1975 wurden die Buntglasfenster in die barocken Fensteröffnungen der Ostseite eingesetzt. 1998 wurde die Kirchhofmauer wieder instand gesetzt.
- Das Gutshaus Dahlewitz wurde um 1800 erbaut. Der zweigeschossige Bau wurde zum Ende des 19. Jahrhunderts um eine Brennerei und einen Wasserturm erweitert. Bei einem Brand 2001 wurde das Gutshaus schwer beschädigt und verfällt seither.
- Der expressionistische Architekt Bruno Taut wohnte vor seiner Emigration einige Zeit in Dahlewitz in einem von ihm entworfenen Wohnhaus.

## Wirtschaft

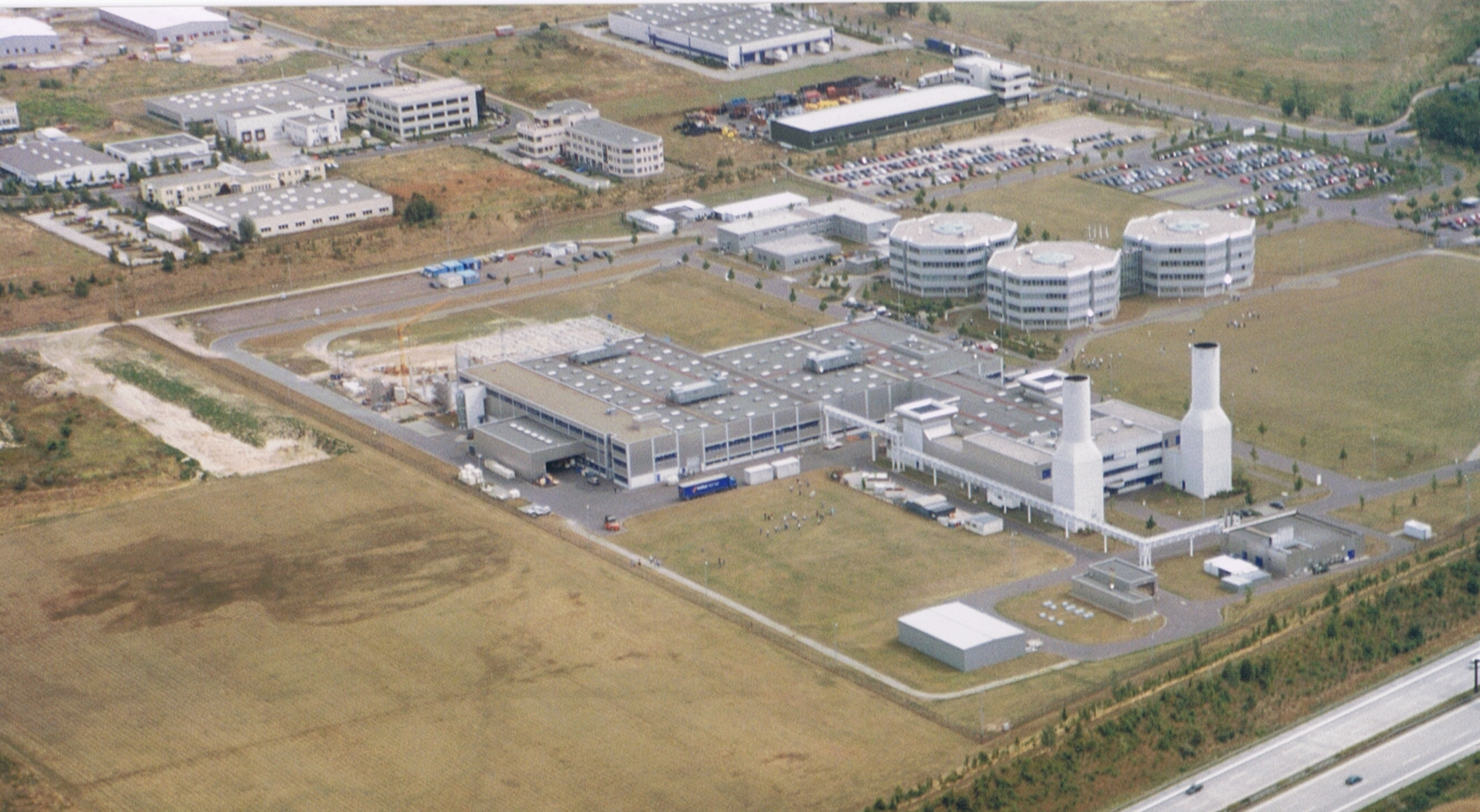
Rolls-Royce-Fabrikgelände

Das Gewerbegebiet Dahlewitz liegt verkehrstechnisch günstig unmittelbar nördlich des Autobahnanschlusses (Rangsdorf). Es bietet auf etwa 60 ha Fläche ca. 1.800 Arbeitsplätze. Das größte Unternehmen dort ist Rolls-Royce Deutschland (Flugzeugtriebwerke, unter anderem für den Airbus A350 und die Bombardier Global 7000). Als weiteres namhaftes Unternehmen ist u. a. Hildebrandt & Bartsch im Gewerbegebiet ansässig. Im Ortsteil Dahlewitz – außerhalb des Gewerbegebietes – war außerdem die Großbäckerei Dahlback ansässig. Zudem hat das Schallplattenlabel Wannsee Records (Lola Angst, Digital Factor, Angelzoom) des Blind-Passengers-Gründungsmitglieds Nik Page seinen Sitz in Dahlewitz.

## Verkehr

### Straßenverkehr
Dahlewitz liegt an der B 96 und ist ca. 3 Kilometer von der Autobahn A 10 (Berliner Ring) entfernt.

### Bahnverkehr

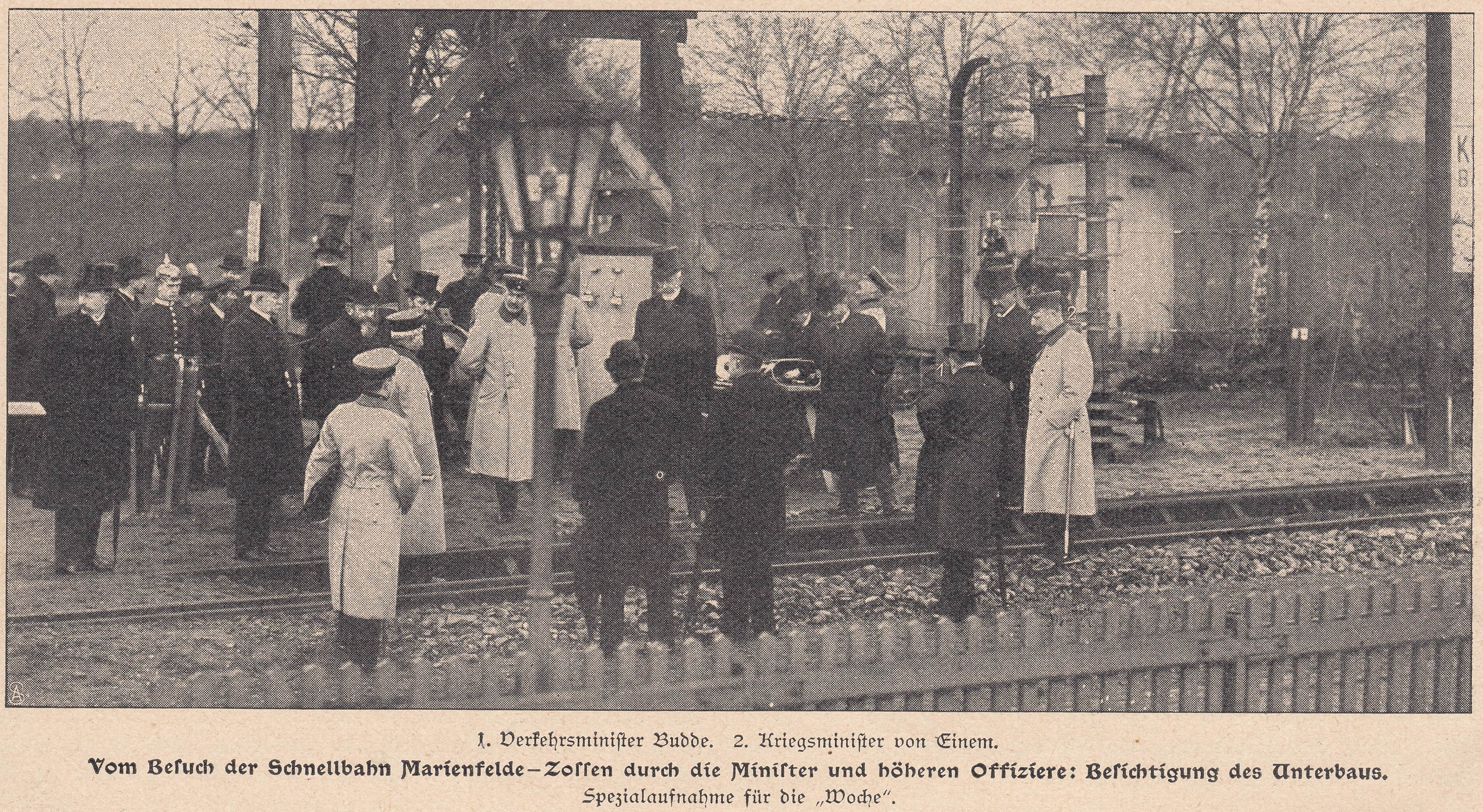
Die preußischen Minister von Budde und von Einem besichtigen das verstärkte Gleis und eine kleine Ausstellung am Bahnhof Dahlewitz, 1903

Der Haltepunkt Dahlewitz liegt an der Bahnstrecke Berlin–Dresden.
Die Züge der Regionalbahnlinie RB 24 Flughafen BER–Wünsdorf-Waldstadt (betrieben durch die DB Regio Nordost) sowie die der Regional-Express-Linie RE 8 Berlin Hbf–Elsterwerda (betrieben durch die ODEG) halten in Dahlewitz.
Früher existierte ferner die Gutsbahn Dahlewitz.
Zwischen 1875 und 1920 führte durch Dahlewitz zusätzlich ein Streckengleis der Königlich Preußischen Militär-Eisenbahn von Berlin nach Zossen und weiter nach Jüterbog. In den Jahren 1901–1903 führte die Studiengesellschaft für Elektrische Schnellbahnen auf dem Militärbahngleis die viel beachteten Drehstromversuchsfahrten durch. Im Abschnitt zwischen Dahlewitz und Rangsdorf erreichten die Drehstrombahnen die höchsten Geschwindigkeiten, dort konnte am 28. Oktober 1903 mit 210 km/h ein Weltrekord erzielt werden. Dahlewitz war einer der beliebtesten Zielorte der Zuschauer, deshalb wurde dort eine kleine Ausstellung zur Schnellbahntechnik eingerichtet. Gemäß den Bestimmungen des Versailler Vertrags durfte Deutschland nach Ende des Ersten Weltkrieges die Militärbahn nicht weiter betreiben. Das rund 30 Kilometer lange Streckengleis zwischen Berlin und Zossen wurde in den folgenden Jahren abgebaut.

### Öffentlicher Nahverkehr
Der Öffentliche Nahverkehr wird durch die Verkehrsgesellschaft Teltow-Fläming mbH (VTF) gewährleistet, diese ist ein Mitgliedsunternehmen im Verkehrsverbund Berlin-Brandenburg (VBB).
Dahlewitz befindet sich in der Wabe 5955 des VBB und liegt innerhalb des VBB Tarifbereichs C von Berlin.

## Persönlichkeiten, Söhne und Töchter des Ortes
- Nikolai von Michalewsky (1931–2000), Schriftsteller
- Corinna Drews (* 1962 in Berlin) Schauspielerin und Fotomodell
- Dennis Haustein (* 1990 in Potsdam), Politiker (CDU), MdA, wuchs in Dahlewitz auf

## Vereine
- Verein der Freiwilligen Feuerwehr Dahlewitz
- Sportverein Blau-Weiß Dahlewitz
- Verein Historisches Dorf Dahlewitz
- Schul- und Volkssternwarte Dahlewitz